# Мурад Абро
Мурад Абро (на урду: مير مراد ابڑو) е бивш министър в правителството на провинция Белуджистан, Пакистан, остава министър в служебното правителство в периода от 2007 до 2008 година. Членувал в политическа партия Jamote Qaumi Movement.

## Биография
Роден е на 22 януари 1966 година в град Хатан, окръг Болан, провинция Белуджистан в Пакистан. Той е син на Мир Абдул Малик Абро и брат на Мир Муртаза Абро. На 6 октомври 2008 г. умира при пътен инцидент.